# Opal Viking
Opal Viking est un cheval de course suédois, né en 2000 et mort en 2015, appartenant à l'écurie Golden Viking et entraîné par Nils Enqvist. Il participait aux courses de trot.

## Carrière de courses
Né en 2000, c'est un cheval suédois bai foncé, fils de Turnpike Taylor et de Zippelina Cœur.
Opal Viking commence sa carrière dans son pays d'origine, la Suède, où il remporte de nombreuses courses. Très rapidement, il tente des incursions à l'étranger, notamment en France où il va se distinguer à de multiples reprises. C'est ainsi qu'il remporte le Critérium Continental en 2004.
Mais c'est surtout en 2007 qu'il explose au plus haut niveau, remportant de nombreux succès à travers l'Europe, la plupart du temps sous la conduite de Jorma Kontio.
En 2008, il surprend tout le monde en prenant la 2e place du Prix d'Amérique, derrière Offshore Dream. Loin d'être un feu de paille, cet accessit est suivi par de belles places d'honneur dans les grandes courses françaises du meeting d'hiver, hiver qui se conclut en beauté par la consécration dans le Grand critérium de vitesse de la Côte d'Azur. Après une victoire sans trembler dans le Grand Prix du Sud-Ouest, il retourne en Suède pour préparer les grandes épreuves scandinaves. Cependant, la réussite n'est pas au rendez-vous et il échoue dans l'Olympiatravet (9e) puis dans la Finlandia Ajo (6e).
Il meurt en septembre 2015.

## Palmarès
Suède
- Breeders' Crown des 3 ans (2003)

 Autriche
- Kalman Hunyady Memorial (2007)

 Finlande
- Finlandia Ajo (2007)

 France
- Critérium Continental (2004)
- Grand critérium de vitesse de la Côte d'Azur (2008)
- Grand Prix du Sud-Ouest (2008)
- 2e Prix d'Amérique (2008)
- 3e Prix de France (2007)
- 3e Prix de l'Union européenne (2008)

 Italie
- Palio des Communes (2006, 2008, 2009)
- Grand Prix Gaetano Turilli (2007)
- Gran Premio Freccia d'Europa (2007)
- Gala International du trot (2008)
- Grand Prix de la Ville de Montecatini (2010)
- 2e Gala International du trot (2007)
- 2e Grand Prix de la Ville de Montecatini (2009)

## Origines
| Origines de Opal Viking | Origines de Opal Viking | Origines de Opal Viking | Origines de Opal Viking |
| ----------------------- | ----------------------- | ----------------------- | ----------------------- |
| Père Turnpike Taylor    | Meadow Road             | Madison Avenue          | Nevele Pride            |
| Père Turnpike Taylor    | Meadow Road             | Madison Avenue          | Scenic Route            |
| Père Turnpike Taylor    | Meadow Road             | Francessa               | Frances Nibs            |
| Père Turnpike Taylor    | Meadow Road             | Francessa               | Petressa                |
| Père Turnpike Taylor    | Opale Idéale            | Speedy Somolli          | Speedy Crown            |
| Père Turnpike Taylor    | Opale Idéale            | Speedy Somolli          | Somolli                 |
| Père Turnpike Taylor    | Opale Idéale            | String of Smoke         | Hickory Smoke           |
| Père Turnpike Taylor    | Opale Idéale            | String of Smoke         | No Strings              |
| Mère Zippelina Cœur     | Lord of All             | Speedy Crown            | Speedy Scot             |
| Mère Zippelina Cœur     | Lord of All             | Speedy Crown            | Missile Toe             |
| Mère Zippelina Cœur     | Lord of All             | Somolli                 | Stars Pride             |
| Mère Zippelina Cœur     | Lord of All             | Somolli                 | Laurita Hanover         |
| Mère Zippelina Cœur     | Ziminette Cœur          | Zipman                  | Ego Hanover             |
| Mère Zippelina Cœur     | Ziminette Cœur          | Zipman                  | Zipora                  |
| Mère Zippelina Cœur     | Ziminette Cœur          | Milli Cœur              | Millar Hanover          |
| Mère Zippelina Cœur     | Ziminette Cœur          | Milli Cœur              | Mon Cœur                |